# Piper internovarium
Piper internovarium är en pepparväxtart som beskrevs av C. Dc.. Piper internovarium ingår i släktet Piper och familjen pepparväxter. Inga underarter finns listade i Catalogue of Life.